# Čeložnice

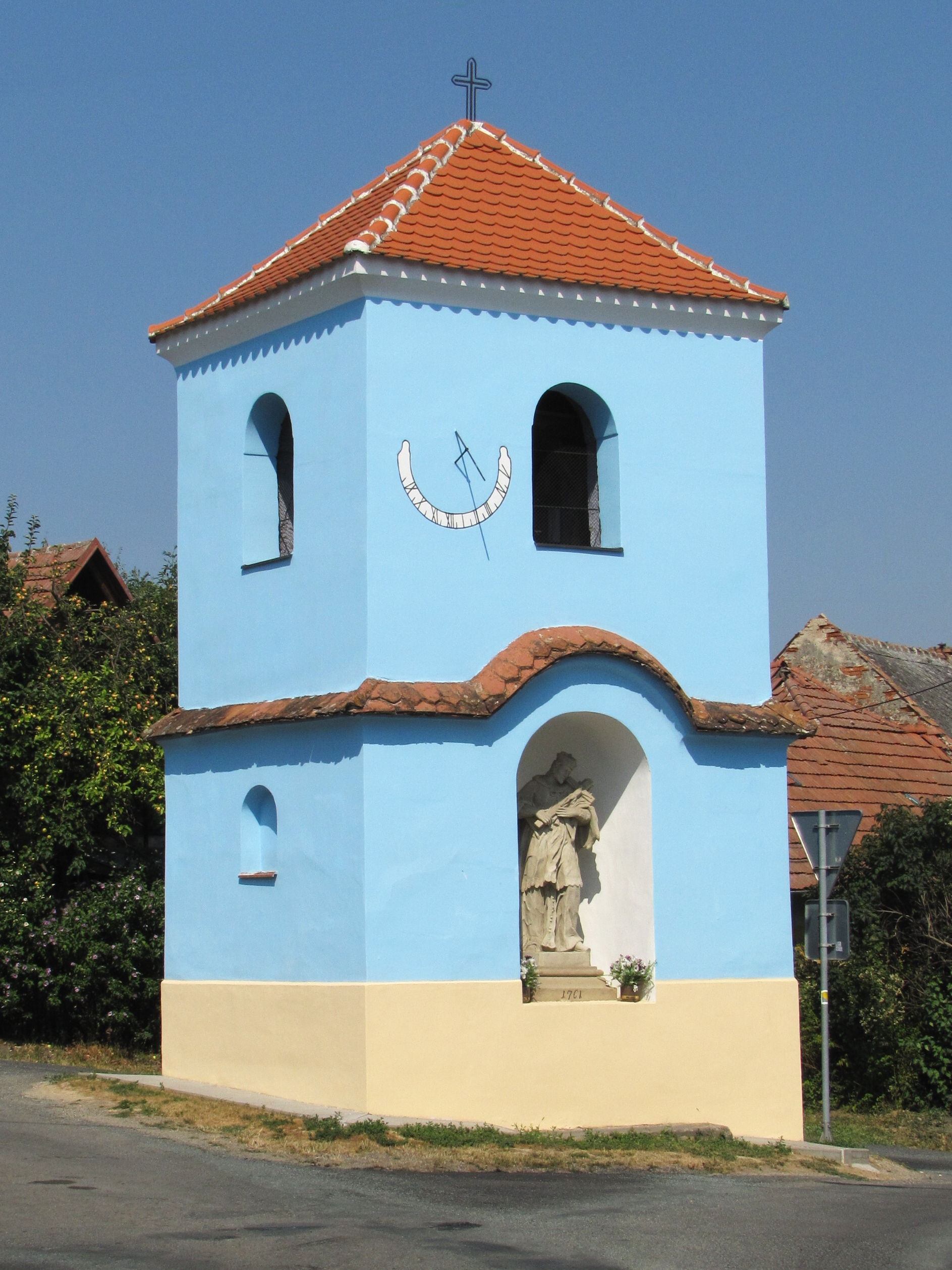
Glockenturm

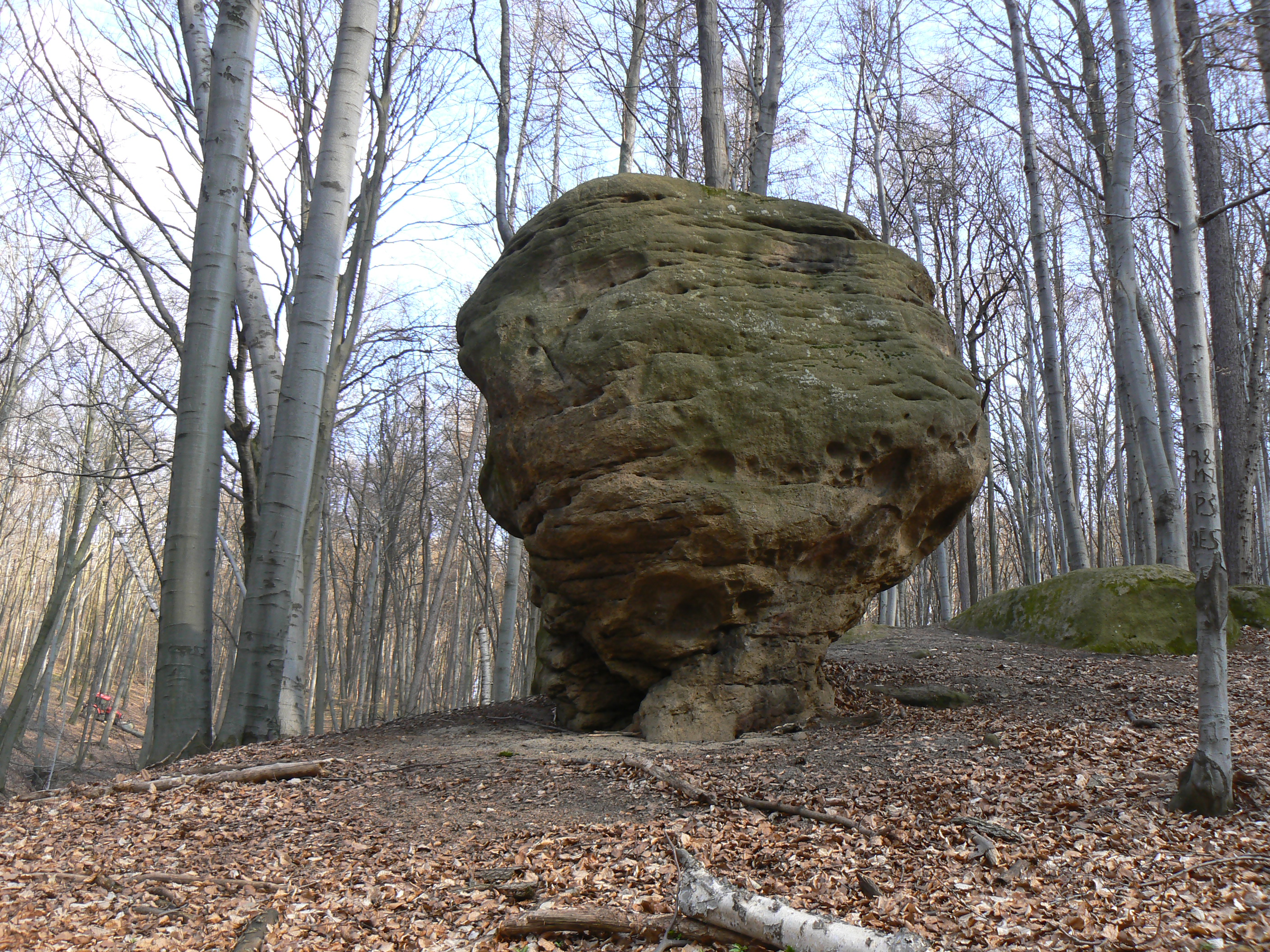
Kalíšek

Čeložnice (deutsch Tscheloschnitz, früher Czelloschnitz, auch Tscheloschonitz) ist eine Gemeinde in Tschechien. Sie liegt sechs Kilometer nordöstlich von Kyjov und gehört zum Okres Hodonín.

## Geographie
Čeložnice befindet sich am südwestlichen Fuße des Marsgebirges auf einer Terrasse rechtsseitig über dem Tal des Baches Čeložnický potok. Nördlich erheben sich die Malá Ostrá (480 m) und Velká Ostrá (531 m), im Nordosten der Paní háj (410 m), östlich der Šepruny (303 m), im Südwesten die Bohuslavická Nová hora (295 m), westlich die Zelená hora (305 m) und im Nordwesten die Lenivá hora (486 m).
Nachbarorte sind Mouchnice und Koryčany im Norden, Zavadilka und Podhoří im Nordosten, Vřesovice, Josefinský Dvůr und Labuty im Osten, Skalka und Moravany im Südosten, Kostelec im Süden, Boršov im Südwesten, Bohuslavice im Westen sowie Haluzice und Jestřabice im Nordwesten.

## Geschichte
Die erste schriftliche Erwähnung des zum bischöflichen Gut Šitbořice gehörigen Dorfes erfolgte 1131 in einem Besitzverzeichnis des Bistums Olmütz. Erst zum Ende des 15. Jahrhunderts wurde Čeložnice als Besitz des Georg von Oynitz wieder erwähnt. Nach dessen Tode fiel das Dorf als erledigtes Lehen an die böhmische Krone heim. 1496 schenkte Vladislav II. Čeložnice an Jakob von Sarow. Dieser überließ es drei Jahre später zusammen mit dem wüsten Hostassow an Filip von Zástřizl. 1527 wurde Čeložnice an die Herrschaft Milotice angeschlossen, bei der es bis zur Mitte des 19. Jahrhunderts immer verblieb. Nordöstlich des Ortes wurde am Fuße des Paní háj im Tal der Moštěnka in einem großen Steinbruch schwarzer Kalk gebrochen, der als Baumaterial diente. Im Jahre 1834 lebten in den 72 Häusern des Dorfes 302 Personen. Gepfarrt war Čeložnice nach Kostelec, das auch Schulort war.
Nach der Aufhebung der Patrimonialherrschaften bildete Čeložnice/Tscheloschnitz ab 1850 eine Gemeinde in der Bezirkshauptmannschaft Gaya. Im Jahre 1870 entstand eine Ziegelei. 1897 wurde in Čeložnice ein eigenes Schulhaus errichtet, das 1903 für den zweiklassigen Unterricht erweitert wurde. In den Jahren 1912 bis 1913 wurde die Bezirksstraße von Kostelc nach Čeložnice gebaut. Nach der Aufhebung des Okres Kyjov wurde der Ort 1960 dem Okres Hodonín zugeordnet. Nach der Einstellung des Schulbetriebs wurde in der Schule ein Kindergarten und das Gemeindeamt untergebracht. Nördlich des Dorfes befindet sich das Erholungsgebiet Pastviny mit 90 Ferienhütten und dem Schulungszentrum Relax.

## Gemeindegliederung
Für die Gemeinde Čeložnice sind keine Ortsteile ausgewiesen.

## Sehenswürdigkeiten

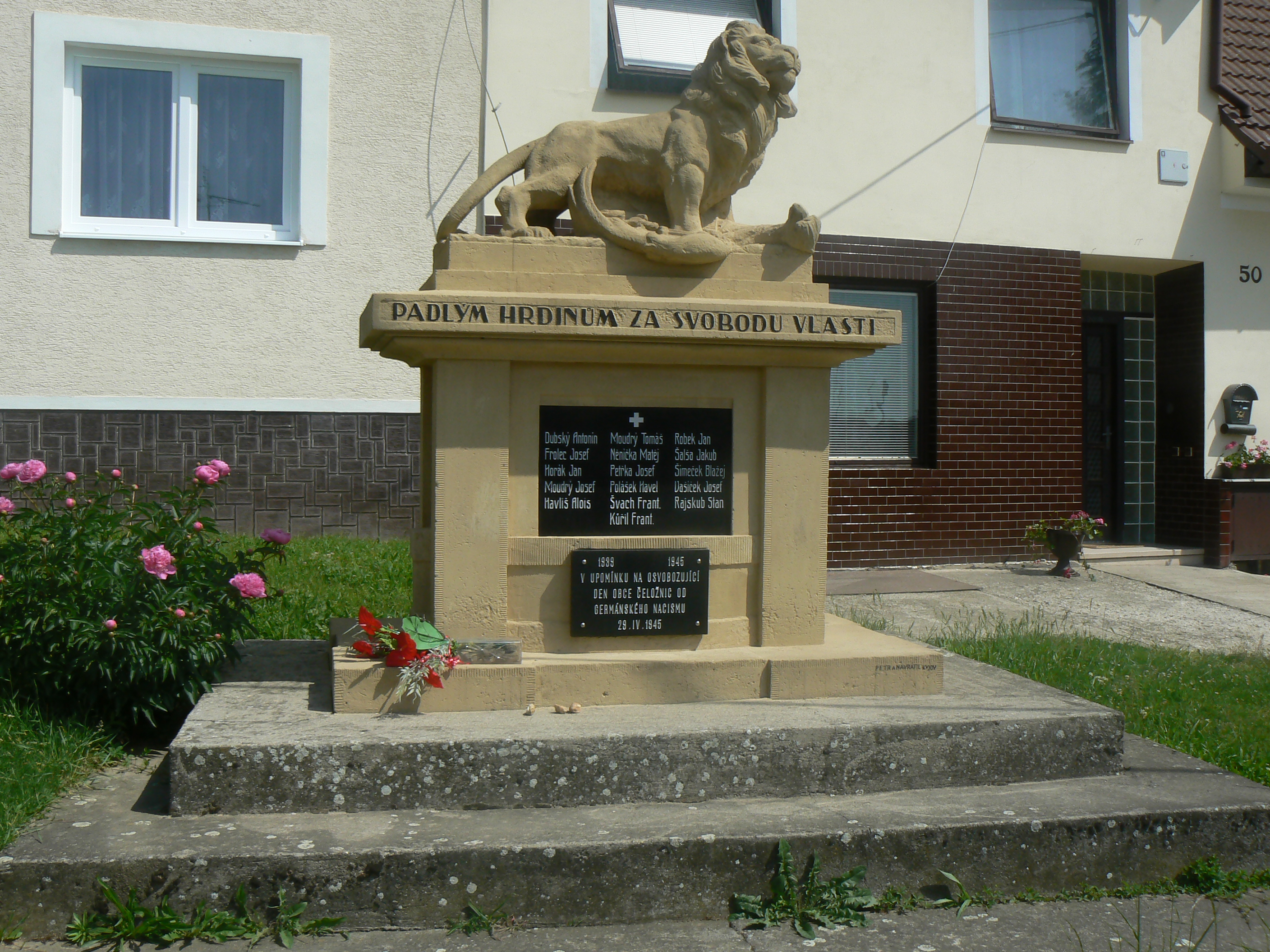
Denkmal für die Opfer des Zweiten Weltkrieges

- Glockenturm mit Sonnenuhr, errichtet 1854. Darin befindet sich eine Statue des hl. Johannes von Nepomuk aus dem Jahre 1761
- Kapelle
- Steinernes Wegekreuz aus dem Jahre 1802, im nördlichen Teil des Dorfes
- Denkmal für die Gefallenen des Ersten und Zweiten Weltkrieges
- Schwefelquelle Smraďavka, nördlich des Ortes im Tal des Čeložnický potok
- Tümpel mit Population des Bergmolches am Oberlauf des Čeložnický potok
- Felspilz Kalíšek, nördlich des Dorfes im Marsgebirge